# Naomi Dickson
Naomi Dickson és una supervivent de violència masclista que ha dedicat la seva vida professional a donar suport a dones i nenes jueves que han experimentat maltractaments domèstics i a educar la comunitat jueva perquè tinguin les eines per ressaltar, exposar i prevenir abusos.
L'any 2014 es va convertir en directora general de Jewish Women's Aid (JWA), institució en què participava des de feia 18 anys, inicialment com a voluntària. En el seu anterior càrrec de coordinadora de comunicacions i formació, va crear el programa de formació de JWA per conscienciar la comunitat jueva i capacitar els professionals per identificar i donar millor suport a dones i nenes víctimes d'abusos que acudien a les seves organitzacions.
Des que va ser directora general, Jewish Women's Aid ha viscut un creixement important. L'organització benèfica té un programa d'educació i un campus millorat que promou cursos de consentiment i relacions saludables. El nou servei de suport a la violència sexual Dina es va posar en marxa el 2019. Naomi ha continuat fomentant la formació de professionals jueus i líders laics, i la JWA ha format centenars de delegats que al seu torn animen les dones a buscar suport.
Naomi és administradora de la Women's Aid Federation d'Anglaterra, fundadora de la Faiths Against Domestic Abuse Coalition i membre del programa sènior de lideratge de la fe de la Universitat de Cambridge. A més, va ser membre de la Women in Jewish Leadership Comission del 2011 al 2012.
Va formar part de la llista 100 Dones de la BBC que es va publicar el 23 de novembre de 2020. La sèrie reconeix les dones que han destacat en aquell any.